# Jan Woelderink
Jan Gerrit Woelderink (Hasselt (Overijssel), 11 augustus 1886 – Zeist, 28 juni 1956) was een pastoraal theoloog en gemeentepredikant in de Nederlandse Hervormde Kerk.

## Loopbaan
Woelderink bezocht het Stedelijk Gymnasium te Zwolle en studeerde theologie in Utrecht. Hij was daarna tussen 1909 en 1950 predikant van de hervormde gemeenten Ottoland, Mijdrecht, Randwijk, Hoornaar, Vreeswijk, Ouderkerk aan den IJssel en Zijderveld.
In het beperkte geografische gebied in de provincies Zuid-Holland, Utrecht en Gelderland waarin hij diende, nu gezien als deel van de Bijbelgordel, werd Woelderink in de pastorale praktijk geconfronteerd met een cultuur van bevindelijke, theologische subjectiviteit die resulteerde in heilsonzekerheid, gepaard aan een dominant, fatalistisch verstaan van de predestinatie. Daarbij identificeerde hij paradoxale rationalistische tendenzen, trots en heerszucht onder hen die hun allerindividueelste, gecultiveerde, bijzondere geestelijke ervaringen als een voorgeschreven patroon opleggen aan anderen .
Zijn oeuvre en levensgang kunnen worden gezien als reactief en correctief, gericht op het funderen van geloofszekerheid op de vastheid van het Goddelijk initiatief in het genadeverbond en op waarachtige, objectieve beloften in de openbaring hiervan in de Bijbel, die vragen om nederige acceptatie en kinderlijke gehoorzaamheid.
Dit streven bracht hem in conflict met een deel van zijn eigen achterban, onder wie Hugo Visscher, medeoprichter van de Gereformeerde Bond binnen de Nederlandse Hervormde Kerk, met de hervormde Ouderkerkse godsdienstonderwijzer A. de Redelijkheid en met predikanten in andere kerkgenootschappen, onder wie Gerrit Hendrik Kersten, voorman van de Gereformeerde Gemeenten. Latere kritiek op de zijns inziens te equivalente status van verkiezing (in plaats van een a priori statisch gegeven voor Woelderink dynamisch gerealiseerd in verbond en belofte) en verwerping in de Dordtse Leerregels vervreemdde hem verder van de bevindelijk-theologische stroom in zijn kerkgenootschap.
Woelderinks eigen overtuiging inzake het karakter van het genadeverbond werd beproefd toen hij in de winter van 1941 in een busongeluk drie zoons verloor en in zijn gemeente in Ouderkerk aan den IJssel aan andere getroffen gezinnen pastorale zorg moest verlenen.
Hij werd onderscheiden als Ridder in de Orde van Oranje Nassau en de Universiteit Utrecht eerde hem met een eredoctoraat in 1951.
Zijn erfenis en theologisch accent wordt met negatieve connotatie door zijn critici nog steeds aangeduid als 'Woelderinkiaans', waarvan het complementaire begrip 'Kievitiaans' is (naar zijn bestrijder Izaäk Kievit, 1887-1954).